# Маржори Роудс
Маржори Роудс (енгл. Marjorie Rhodes; Кингстон на Халу, 9. април 1897 — 4. јул 1979) је била британска глумица. Рођена је као Милисент Вајз у Кингстону на Халу. Позната је по улози Луси Фитон у All in Good Time за коју је номинована за награду Тони 1965. године. Исту улогу је глумила у филмској верзији The Family Way 1966. године. Са Стенлијем Холовејем је отпевала песму The World Is for the Young у филму Mrs. Brown, You've Got A Lovely Daughter. 
Међу значајним филмовима у којима је глумила су The Army Game, The Adventures of William Tell episode The Boy Slaves (1958), Dixon of Dock Green (1961—1962), епизода For the Girl Who Has Everything of Randall and Hopkirk (Deceased) (1969), Doctor at Large (1971) и Z-Cars (1974).

## Филмографија
- Poison Pen (1939)
- Just William (1940)
- Love on the Dole (1941)
- The Black Sheep of Whitehall (1942)
- Squadron Leader X (1943)
- When We Are Married (1943)
- Old Mother Riley Detective (1943)
- Theatre Royal (1943)
- Escape to Danger (1943)
- The Butler's Dilemma (1943)
- On Approval (1944)
- Tawny Pipit (1944)
- It Happened One Sunday (1944)
- Great Day (1945)
- School for Secrets (1946)
- Uncle Silas (1947)
- This Was a Woman (1948)
- Escape (1948)
- Enchantment (1948)
- Private Angelo (1949)
- The Cure for Love (1949)
- Time Gentlemen, Please! (1952)
- Decameron Nights (1953)
- Those People Next Door (1953)
- The Yellow Balloon (1953)
- Street Corner (1953)
- The Girl on the Pier (1953)
- The Weak and the Wicked (1953)
- To Dorothy a Son (1954)
- Children Galore (1955)
- Footsteps in the Fog (1955)
- Room in the House (1955)
- It's a Great Day (1955)
- Lost (1956)
- Now and Forever (1956)
- Yield to the Night (1956)
- It's Great to Be Young (1956)
- The Passionate Stranger (1957)
- There's Always a Thursday (1957)
- The Good Companions (1957)
- Hell Drivers (1957)
- No Time for Tears (1957)
- After the Ball (1957)
- Just My Luck (1957)
- The Naked Truth (1957)
- Gideon's Day (1958)
- Alive and Kicking (1959)
- Watch it, Sailor! (1961)
- Over the Odds (1961)
- I've Gotta Horse (1965)
- Those Magnificent Men in their Flying Machines (1965)
- The Family Way (1966)
- Mrs. Brown, You've Got a Lovely Daughter (1968)
- Spring and Port Wine (1970)
- Hands of the Ripper (1971)